# John Montagu (11. hrabia Sandwich)

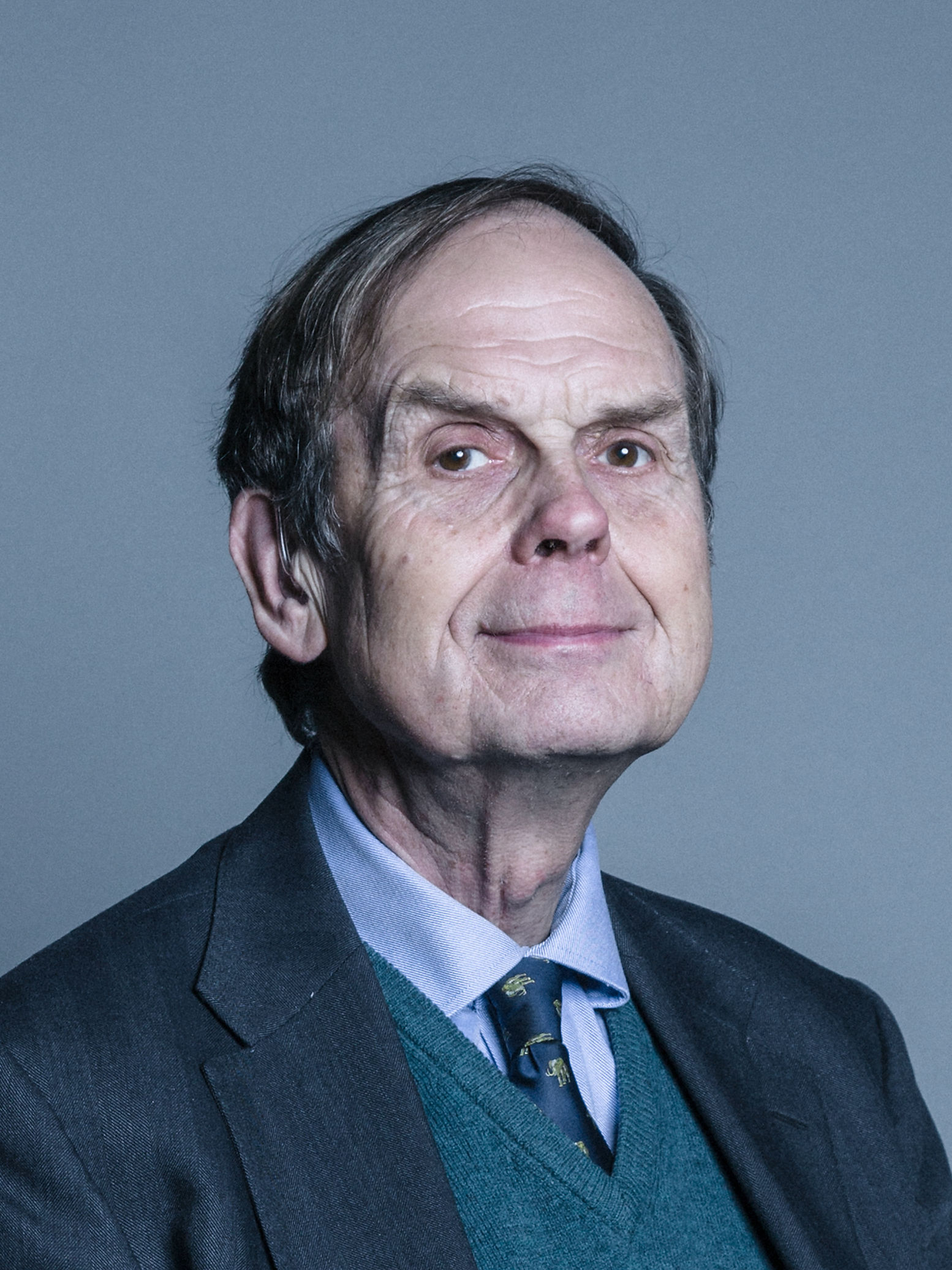
John Montagu w 2019

John Edward Hollister Montagu (ur. 11 kwietnia 1943, zm. 1 lutego 2025) – brytyjski arystokrata i przedsiębiorca. najstarszy syn Alexandra Montagu, 10. hrabiego Sandwich i Maud Rosemary Peto, córki majora Ralpha Peto.
Jego przodek, 4. hrabia Sandwich wprowadził w Wielkiej Brytanii modę na kanapki, które od jego imienia nazywają się po angielsku sandwich. 11. hrabia, chcąc to wykorzystać, otworzył wspólnie ze swoim młodszym synem, Orlandem i biznesmenem Robertem Earlem restaurację sprzedającą kanapki, nazwaną Earl of Sandwich. Mieści się ona w Orlando na Florydzie. Jej otwarcie nastąpiło 19 marca 2004.
W 1995, po śmierci swojego ojca przejął tytuł hrabiego Sandwich uprawniający do zasiadania w Izbie Lordów.
1 lipca 1968 r. poślubił Susan Caroline Hayman, córkę Percevala Haymana. Małżonkowie mieli razem dwóch synów i córkę:
- Luke Timothy Charles Montagu (ur. 5 grudnia 1969), wicehrabia Hinchingbrooke, poślubił Julię Fisher, nie ma dzieci
- Orlando William Montagu (ur. 16 stycznia 1971), poślubił Laurę Ann Roundell i lady Honor Victorię Wellesley (wnuczkę księcia Wellington), nie ma dzieci
- Jemima Mary Montagu (ur. 14 października 1973)